# Monique Clavel-Lévêque
Pour les articles homonymes, voir Clavel et Lévêque.
Monique Clavel-Lévêque, née le 12 août 1936 à Béziers, est une historienne française.

## Biographie
Monique Clavel-Lévêque est professeur d'histoire ancienne à l'université de Besançon.
En février 1979, elle fait partie des 34 signataires de la déclaration rédigée par Léon Poliakov et Pierre Vidal-Naquet pour démonter la rhétorique négationniste de Robert Faurisson.

### Vie privée
Elle était l'épouse de Pierre Lévêque.

## Publications
- Béziers et son territoire dans l'Antiquité, Paris, Les Belles Lettres, coll. « Centre de recherches d'histoire ancienne » (no 2), 1970, 666 p. (BNF 35430420).
- Avec Pierre Levêque, Villes et structures urbaines dans l'Occident romain, Paris, Armand Colin, coll. « U2 », 1971, 360 p. (BNF 35220883).
- Marseille grecque : la dynamique d'un impérialisme marchand, Marseille, Laffitte, 1977, 209 p. (BNF 34701764).
- Dir., Cadastre et espace rural : approches et réalités antiques, Paris, éditions du CNRS, 1983, 356 + 2 (ISBN 2-222-03165-6).
- Avec Marie-Thérèse Lorcin et Guy Lemarchand, Les Campagnes françaises : précis d'histoire rurale, Paris, Les Éditions sociales, coll. « Comprendre » (no 6), 1983, 311 p. (ISBN 2-209-05545-8).
- Structures agraires en Italie centro-méridionale : cadastres et paysages ruraux, Gérard Chouquer, Monique Clavel-Lévêque, François Favory et Jean-Pierre Vallat, Rome : École française de Rome , 1987  (ISBN 2-7283-0115-8).
- L'Empire en jeux : espace symbolique et pratique sociale dans le monde romain, Paris, éditions du CNRS, 1984, 225 p. (ISBN 2-222-03527-9).
- Puzzle gaulois : les Gaules en mémoire : images, textes, histoire, Paris, Les Belles Lettres, coll. « Annales littéraires de l'université de Besançon : Centre de recherches d'histoire ancienne », 1989, 481 p. (ISBN 2-251-60396-4, lire en ligne).
- Dir. avec Rosa Plana-Mallart, Cité et Territoire, t. I, Besançon, Presses universitaires de Franche-Comté, coll. « Annales littéraires de l'université de Besançon » (no 5), 1995, 267 p. (ISBN 2-251-60565-7).
- Le Réseau centurié Béziers B (cartogr. Isabelle Jouffroy, Maximilien Savoye et Anne Vignot), Besançon, université de Besançon, coll. « Espace et Paysages » (no 4), 1995, 116 p. (ISBN 2-251-60542-8).
- Dir. avec Anne Vignot, Cité et Territoire : colloque européen, Béziers, 24-26 octobre 1997, t. II, Paris, Presses universitaires de Franche-Comtés, 1998, 276 p. (ISBN 2-913322-07-7).
- Éd. avec Évelyne Geny et Pierre Levêque de (en) Gocha R. Tsetskhladze, Pichvnari and its Environs : 6th c BC-4th c AD, Besançon, Presses universitaires de Franche-Comté, coll. « Institut des sciences et techniques de l'Antiquité », 1999, 230 p. (ISBN 2-913322-42-5).
- (en) Dir. avec Ella Harmon, Espaces intégrés et ressources naturelles dans l'Empire romain, Paris, Presses universitaires de Franche-Comté, coll. « Institut des sciences et techniques de l'Antiquité », 2004, 263e éd., 263 p. (ISBN 2-84867-066-5).
- (en) Dir. avec Georges Tirologos, Paysages et cadastres antiques, Besançon, Presses universitaires de Franche-Comté, coll. « Institut des sciences et techniques de l'Antiquité », 2004, 169 p. (ISBN 2-84867-049-5).
- Dir. (préf. Michel Bozzarelli), Le Paysage en partage : mémoire des pratiques des arpenteurs, Paris, Éditions L'Harmattan, coll. « Histoire, textes, sociétés », 2006, 197 + XVI (ISBN 2-296-01160-8).
- Éd. avec Jean-Pierre Bost et Isabel Rodà de Llanza de Georges Fabre, Sociétés et espaces à l'époque romaine : contributions au débat : titres choisis de Georges Fabre, Pau, Publications de l'université de Pau, 2007, 304 p. (ISBN 978-2-35311-001-8 et 2-35311-001-0).
- Dir. avec Fatima Ouachour et Isabelle Pimouguet-Pédarros, Hommes, cultures et paysages de l'Antiquité à la période moderne, Rennes, Presses universitaires de Rennes, coll. « Enquêtes et Documents (Centre de recherches en histoire internationale et atlantique) » (no 44), 2012, 451 p. (ISBN 978-2-7535-2143-8).
- Autour de la Domitienne : genèse et identité du Biterrois gallo-romain, Paris, Éditions L'Harmattan, coll. « Histoire, textes, sociétés », 2014, 263 p. (ISBN 978-2-343-03912-1, lire en ligne).